# 永信藥品
永信藥品工業股份有限公司（英語：YUNG SHIN PHARM. IND. CO., LTD.，簡稱永信藥品），是臺湾的一间製藥公司，于1965年创立，目前為永信國際投資控股股份有限公司百分之百控股之子公司。設立工廠製造及銷售人用藥品和保健食品等產品。前身为1952年由李天德成立的「永信西藥行」。另外，每年舉辦永信杯全國排球錦標賽。

## 歷史

### 永信西藥行
李天德於1952年在臺中縣大甲鎮（今臺中市大甲區）順天路206號成立永信西藥行。憑藉優良的品質與當時快速增長的藥品需求，永信西藥行由原本的藥品零售發展為藥品經銷商，代理多家藥廠的藥品，成為當時供應臺中海線藥品的大型中盤商。

## 年表
- 1952年[2]，李天德於臺中縣大甲鎮（今臺中市大甲區）順天路206號成立「永信西藥行」。
- 1965年，李天德設立永信藥品工業股份有限公司[2]。
- 1978年，設立永信社會福利基金會。興辦慈善社會福利事業回饋社會、急難救助，辦理青少年活動，主辦「永信杯排球錦標賽」。
- 1986年，經行政院衛生署核定為全國民營首家全新廠房全製品一次性通過GMP認證。
- 1993年，永信藥品股票於台灣證券交易所上市（股票代碼：1716）。
- 1998年，榮獲國家醫藥品質獎整體藥廠類金質獎。
- 1999年，榮獲經濟部「優良生物產業科技發展獎」。
- 2001年，榮獲經濟部「工業精銳獎」。
- 2004年，首家全廠cGMP三階段確效通過認證。李天德為鼓勵國人從事生技醫藥研發及推廣用藥安全，創立永信李天德醫藥基金會，並設立永信李天德醫藥科技獎。
- 2007年，榮獲經濟部「工業精銳獎」、行政院「國家永續發展獎」。永信藥品創立HAC品牌保健食品。
- 2009年，國內首家通過PIC/S GMP認證。永信藥品於發跡原址設立門市售賣保健食品及美妝品。
- 2010年，榮獲經濟部產業科技發展獎之「傑出創新企業獎」。
- 2011年，永信藥品正式轉換為「永信國際投資控股股份有限公司」（股票代碼：3705），並於臺灣證券交易所掛牌上市，永信藥品維持公開發行。
- 2015年，發表國內頂級鑽石玻尿酸科技保養品，跨足美容醫學領域。
- 2020年，榮獲臺灣生物產業發展協會「2020傑出生技金質獎」。
- 2021年，榮獲第20屆衛福部/經濟部共同主辦的「藥物科技研究發展獎-製造技術類銅質獎」。跨足醫療器材醫學美容皮下填補劑上市。
- 2022年，HAC品牌榮獲「國家品牌玉山獎」最佳人氣品牌。
- 2023年，跨足醫療器材長效交聯玻尿酸關節腔注射劑上市。

## 子公司
台灣
- 永甲興業

## 外部連結
- 永信藥品 （页面存档备份，存于）
- 台灣公司資料